# Вильгельмина Каролина Датская
Вильгельмина Каролина Датская и Норвежская (нем. Wilhelmine Karoline von Dänemark und Norwegen; 10 июля 1747, Копенгаген — 14 января 1820, Кассель) — принцесса Датская и Норвежская, ландграфиня (затем курфюрстина) Гессен-Кассельская.

## Биография
Вильгельмина — дочь короля Дании Фредерика V и его первой супруги Луизы Великобританской, дочери короля Великобритании Георга II.
В 1764 году принцесса Вильгельмина Каролина вышла замуж за наследного принца Гессена и графа Ганау Вильгельма, будущего ландграфа под именем Вильгельм IX и курфюрста под именем Вильгельм. Супруг Вильгельмины Каролины считался одним из самых богатых правителей своего времени. Период королевства Вестфалия чета провела в эмиграции, в герцогстве Шлезвиг и Праге.

## Дети
- Мария Фридерика (1768—1839), княгиня Ангальт-Бернбургская. Была замужем за Алексиусом Фридрихом Кристианом Ангальт-Бернбургским;
- Каролина Амалия (1771—1848), герцогиня Саксен-Гота-Альтенбургская. Была замужем за Августом, герцогом Саксен-Гота-Альтенбургским;
- Фридрих (1772—1784);
- Вильгельм II (1777—1847), курфюрст Гессен-Касселя. Был женат трижды: с 1797 года — на принцессе Августе Прусской; с 1841 года — на Эмилии Ортлёпп[англ.] и после её смерти в 1843 году — на Каролине фон Берлепш[англ.]. Последние два брака были морганатическими.